# Juan Millares Carló
Juan Millares Carló (Las Palmas de Gran Canaria, 15 de mayo de 1895-1965) fue un poeta, narrador, dramaturgo y dibujante español.

## Biografía

Los hermanos Juan y Agustín Millares Carló en su juventud, acompañados de Carlos Hernández Font

Juan Millares Carló integró –junto con escritores como Pedro Perdomo, Claudio y Josefina de la Torre, Agustín Millares Carló, Luis Benítez Inglott, Félix Delgado y Montiano Placeres– la llamada Generación de los Intelectuales, que cumplió un papel esencial en esa edad de oro que vivieron las letras canarias en las primeras décadas del siglo XX. Formada al calor de la generación modernista –en especial de Tomás Morales, los hermanos Luis y Agustín Millares Cubas, Alonso Quesada y Saulo Torón– colabora con ella intensamente, y juntos impulsan una tarea fundacional que pone al día las letras insulares y las proyecta en el exterior. Su labor de grupo tuvo un espacio dilecto en publicaciones canarias como Ecos y La Crónica –dirigidas por Alonso Quesada– o El Tribuno, diario republicano federal fundado por José Franchy y Roca, que en los años treinta continúa aglutinando los versos y prosas de ambas generaciones. Muchos de esos escritores colaboran además en la madrileña revista España, fundada por Ortega y Gasset, en la que también se encuentran, a nivel nacional, los versos de dos generaciones, con nombres como los de Federico García Lorca, Pedro Salinas, Jorge Guillén o Juan Chabás junto a los de Antonio Machado y Miguel de Unamuno; la colaboración de los poetas canarios se habrá de extender igualmente a La Pluma, fundada por Manuel Azaña, donde se publicaron colaboraciones de las dos generaciones canarias, con piezas de los Millares Cubas –como el drama Compañerito, que estrenara la compañía de Margarita Xirgu–, Quesada, Domingo Rivero o Torón, y también Fernando González, Benítez Inglott o Félix Delgado, entre otros. En todos estos casos, el despliegue de un decantado lirismo se imbrica con un sólido compromiso con la paz y las libertades, y su devenir se quiebra a partir de 1936. Después sobrevienen el exilio interior y exterior: Juan Millares y Fernando González serán depurados, y también Agustín Millares Carló, condenado a un largo destierro. Josefina de la Torre, Luis Benítez y Saulo Torón se sumen en el silencio, en tanto que son también represaliados otros muchos escritores insulares, como Agustín Espinosa o Pedro García Cabrera. 
Sobre Juan Millares, Vicente Aleixandre ponderó su “madurez que con acento a veces solemne, y siempre grave, nos toca pesarosamente el corazón”, y “su noble voz […] llena de esa gravedad que le da carácter”. Federico Carlos Sainz de Robles lo incluyó en su Ensayo de un diccionario de la literatura (1949) y también en su Historia y antología de la poesía española (1950), donde habla de Juan Millares como poeta de “extraordinaria cultura”, “espíritu delicado y melancólico, lírico que canta sus personales afanes, el fugitivo pasar de los hombres y de las cosas con un encanto inolvidable". Ángel Valbuena Prat lo incluyó en su Historia de la literatura española, donde destaca los poemas de Entre mar y cielo y su fusión de “avance y tradición”. En 2007 se publican sus Obras completas en cuatro tomos. Y en 2009 es incluido en la antología de Miguel Martinón Poesía canaria moderna (1868-1939).
Juan Millares nació el 15 de mayo de 1895 en Las Palmas de Gran Canaria; fue hijo del narrador y dramaturgo Agustín Millares Cubas, y nieto del historiador y novelista Agustín Millares Torres. Juan y su hermano Agustín son desde la infancia compañeros inseparables, y a pesar de la distancia física que habría de imponerse entre ellos, esa estrecha relación se mantendrá durante toda su vida. Ambos estudiarán en el legendario Colegio de San Agustín, fundado en 1845 y de espíritu krausista; en él habían cursado estudios destacadas figuras de Gran Canaria, como Benito Pérez Galdós, Domingo Rivero, Tomás Morales, Alonso Quesada o los propios hermanos Millares Cubas, que firmaron siempre juntos sus obras. 
En Las Canteras, el poeta fue espectador privilegiado del Teatrillo de los hermanos Millares, que se continúa en la casa de Luis en Vegueta desde 1908; allí las tertulias –a las que también asistirá– son frecuentadas por escritores como Morales, Quesada y Torón, a los que se suman esporádicamente, durante sus estancias en Canarias, Salvador Rueda y Miguel de Unamuno, quien las calificó como “hogar de espíritus”.

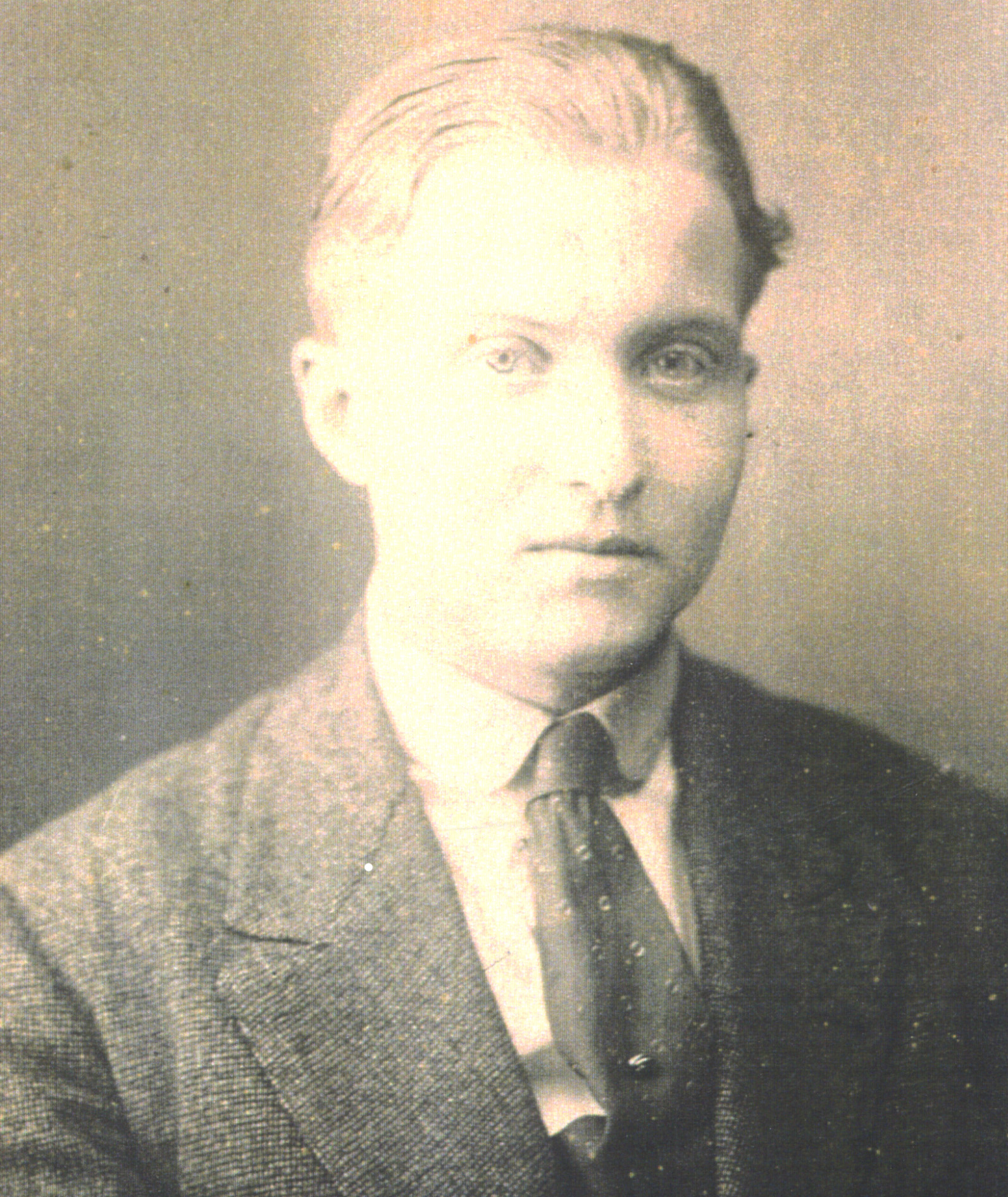
Retrato de Juan Millares

Juan Millares estudió Filosofía y Letras en Madrid, en la especialidad de Historia, aunque después solo se habría de dedicar a la enseñanza de Literatura; después regresó a la isla para casarse con la pianista Dolores Sall Bravo de Laguna, y ocupar una plaza como profesor en el Instituto Pérez Galdós. Fue padre de nueve hijos, entre los que se encuentran los artistas Manolo, Agustín, José María, Eduardo, Totoyo y Jane Millares Sall. Entre 1917 y 1938 trabaja continuadamente en sus clases, y entre los alumnos que pasan por sus aulas están los pintores Felo Monzón y César Manrique. En 1919 participa, con una nutrida colección de caricaturas, en una exposición colectiva que se inaugura en noviembre en el Gabinete Literario, junto con pintores como Nicolás Massieu, Alberto Manrique, Tomás Gómez o Juan Carló, y que tuvo amplia repercusión. Colabora además en años sucesivos con poemas, cuentos y artículos en diversas publicaciones periódicas, como La Crónica, La Jornada, La Voz o El País. En torno a 1927 colabora, en calidad de actor, con el Teatro Mínimo de Josefina y Claudio de la Torre. En octubre de 1928 realiza exámenes para la obtención de cátedra y logra la de Lengua y Literatura del Instituto de Arrecife. De inmediato se desplaza con toda su familia a Lanzarote; se hospeda en la fonda de Don Claudio, donde coincide con Agustín Espinosa, destacado escritor surrealista tinerfeño con el que entablará una sólida amistad. Lo precario del sueldo y la lejanía de su familia no le compensan, y decide regresar para incorporarse de nuevo, el curso siguiente, al Instituto Pérez Galdós de Las Palmas como Auxiliar de Letras, solicitando excedencia de cátedra. En su ciudad natal se encuentra el 14 de abril de 1931, cuando se proclama la II República. Durante los años sucesivos colabora con poemas en El Tribuno y La Voz Obrera, mientras continúa escribiendo versos que recopilará en 1935 bajo el título Un alto en el camino. Entre la producción de esa época destacan los emotivos homenajes a dos poetas amigos, Alonso Quesada y Domingo Rivero, fallecidos en 1925 y 1929 respectivamente. 
Tras el golpe militar de julio de 1936 se produce un registro policial en su domicilio, y su hijo Agustín Millares Sall es detenido y recluido en el campo de concentración de la Isleta, a causa de sus colaboraciones en prensa “extremista”; después será desterrado a Lanzarote, donde logra su padre recuperar su destino docente y mantener a la familia así unida. Se constituyen entonces los temibles comités de depuración, encargados de investigar y expedientar a maestros y profesores, a los que se exige compromiso de lealtad con el régimen. Juan Millares es denunciado por el presbítero Manuel Socorro, profesor del instituto Pérez Galdós, de “herir los sentimientos cristianos de sus discípulos”; también denuncia Socorro a otros catedráticos, como Agustín Espinosa, autor de la novela surrealista Crimen, y todos ellos son suspendidos de empleo y sueldo, tras lo cual él se convertirá en director vitalicio de dicho centro hasta su jubilación en 1964. 
La pérdida del empleo tuvo graves consecuencias para el poeta y su numerosa prole; los hijos no pueden continuar sus estudios, así que el hogar será, de algún modo, su escuela. Juan Millares –poeta de necesidad– sigue cultivando sus versos, tanto la vertiente intimista que lo define como otras nuevas que buscan distraer o divertir a los suyos en esos tiempos de guerra y miseria: de ahí sus romances de ciego y romances históricos, o su primera obra de teatro cómico en verso, La verbena de San Juan. Los sinsabores se multiplican durante todo ese período, y alcanzan su momento más dramático el siete de septiembre de 1942, cuando se produce la muerte de su hijo Sixto, también poeta, a los veinte años de edad, a causa de una tuberculosis producida por la desnutrición. Esta será la conmoción más terrible de toda su vida, que nunca lograría superar, como se desprende de los numerosos poemas que desde entonces dedica al hijo ausente.

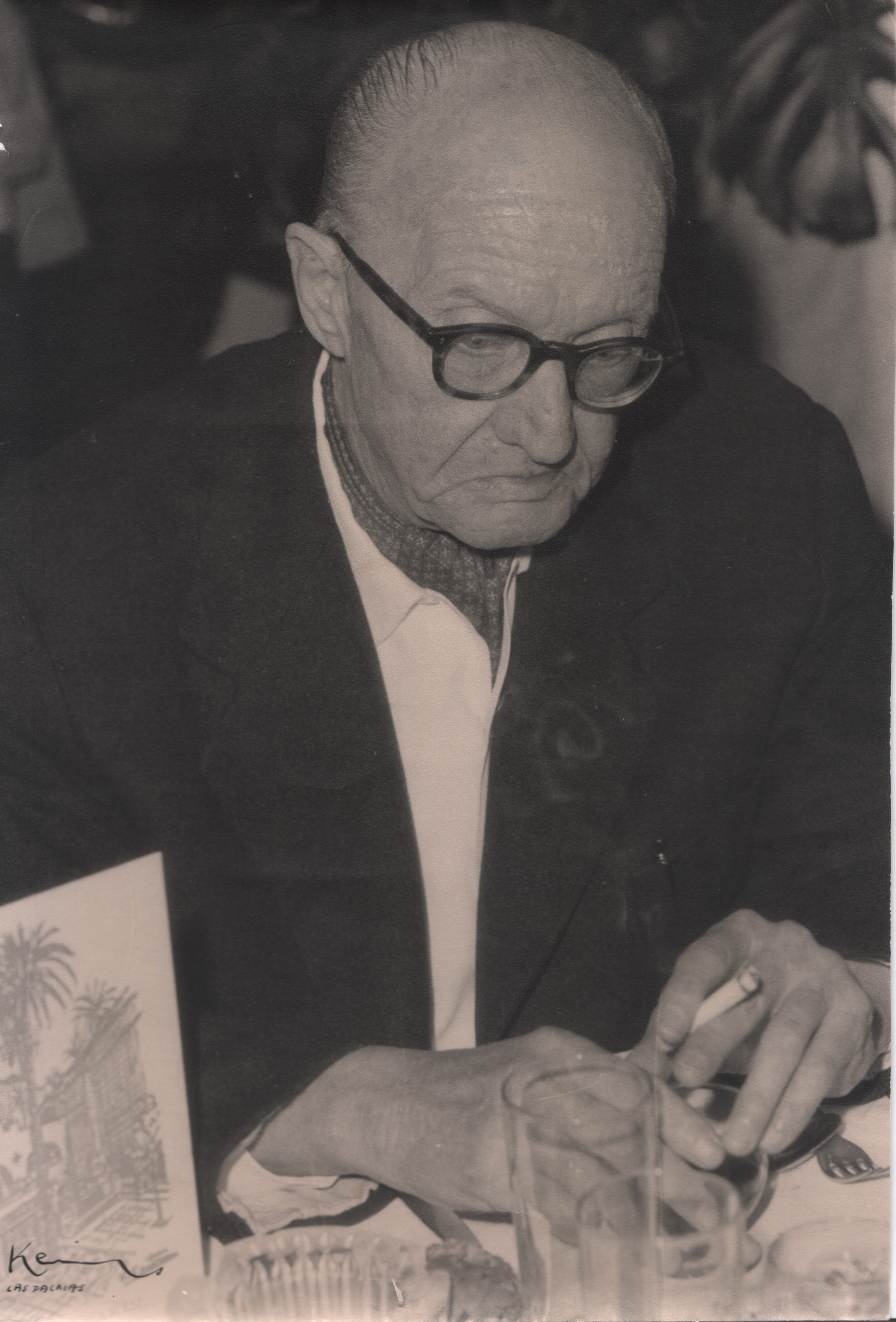
Millares en 1963, en el homenaje que le brinda el Neo Tea

Su tarea incansable se continúa en nuevas piezas poéticas –como el ejercicio culterano Lucha canaria (1948), o el poemario Orto y ocaso (1939-1949)– y también cuentos, mientras colabora con la revista Planas de Poesía, que desde 1949 es impulsada por sus hijos José María, Manolo y Agustín, junto con otros artistas. En 1951 se ve truncada su continuidad por la intervención de la policía, y sus impulsores son detenidos, ya que, según las fichas de la D.G.S. que constan en el Archivo Histórico Nacional, “era dedicada a difundir versos de Rafael Alberti, obras de Picasso, José Bergamín, todos ellos exilados en el extranjero y colaboradores del movimiento Pro-Paz”. José María Millares, como máximo responsable de la publicación, será torturado y procesado por esta causa; desde entonces la familia es sometida a permanente vigilancia y recibe la prohibición expresa de seguir publicando. 
En 1956, tras casi dos décadas de reclamaciones, Juan Millares es readmitido en el cuerpo de profesores, pero con descenso en el escalafón y destierro a la isla de La Palma, adonde se dirige con su esposa para tomar posesión de su plaza. Allí continúa su producción poética, cuyo tono ensombrecido por la nueva circunstancia contrasta con lo festivo de sus nuevas piezas teatrales, que buscan una vez más quitar hierro a la situación. Escribe también la serie Los siete pecados capitales, un modo de homenaje al arcipreste de Hita. Éste, en su Libro de Buen Amor, dedicaba una serie de poemas a los pecados capitales, y los ilustraba con distintas fábulas o “ensiemplos”; Juan Millares basa en ese modelo su poemario, donde satiriza la figura de los malos curas. 

Al poco de llegar a La Palma se le detecta un cáncer de laringe y se ve abocado a una jubilación forzosa. Privado de la capacidad de hablar a partir de la compleja intervención quirúrgica a que es sometido, Juan Millares acentúa su proceso de ensimismamiento, y son ya pocas sus apariciones públicas. La escritura se intensifica ahora como necesidad imperiosa y cotidiana. En 1964, Millares es invitado a colaborar en el homenaje a Tomás Morales por el 40.º aniversario de su muerte, y envía una extensa composición dedicada al maestro modernista. Ese mismo año comienza a publicarse la revista Millares, con la que colabora desde el primer número. El nombre de la revista tiene una doble connotación: de un lado, es el gesto reivindicativo de una familia reiteradamente censurada y silenciada, que busca ahí un canal donde poder publicar piezas inéditas de sus archivos; de otro lado, da cuenta de su carácter íntimo y no venal, lo cual supuestamente la habría de proteger de nuevas actuaciones policiales, aunque también fue pronto prohibida. Manolo Millares prepara por entonces su serie de grabados “Mutilados de paz”, acompañada con un poema de Alberti y dedicada a su padre y a todas las víctimas de esos veinticinco años de dictadura, que entonces se celebraban como “25 años de paz”; le seguirán los grabados de “Auto de fe” y “Torquemada”, donde acusa el horror y la saña de los nuevos inquisidores. Juan Millares morirá el 19 de marzo de 1965, a los sesenta y nueve años de edad, tras una vida enteramente dedicada a la poesía. Sobre su tumba figuran algunos de sus últimos versos:
La mano que estas líneas escribe
en tiempo no lejano estará inerte.
Cuando la hora final al fin arribe,
lo que haya de quedar será más fuerte.

## Obras

### Poesía
Entre mar y cielo, Las Palmas, ed. J. M. Trujillo (Colección para 30 bibliófilos, n. 6), 1944. Contiene retrato de Juan Millares por Manolo Millares Sall.
Horas grises, Las Palmas, ed. de J. M. Trujillo (Colección para 30 bibliófilos, n.12), 1945. Contiene retrato de Juan Millares por Manolo Millares Sall.
Jardín en sombras, Las Palmas, Tipografía Alzola (Cuadernos de Poesía y Crítica, n. IX), 1946.
Hacia la luz, Las Palmas, Imp. Lezcano, 1965. Prólogo de Manuel Padrón Quevedo.
Preludios, Las Palmas, separata de la revista Millares, n. 3, enero-marzo, 1965. Con una ilustración de Jane Millares.
En el silencio grave (Antología), Las Palmas, Cabildo Insular de Gran Canaria, 1975. Prólogo de Ventura Doreste. Contiene dos retratos de Juan Millares por Manolo Millares Sall.

### Ensayo
El mar a través de los poetas insulares, Las Palmas, El Museo Canario (Separata), 1945.
Escenarios y cantares de la tierra canaria, Las Palmas, Imprenta España (Cuadernos Populares, n. 1), 1947. Ilustración de cubierta de Eduardo Millares Sall. Texto ilustrado con viñetas de Manuel Millares Sall. 
Los hermanos Millares. Apuntes biográficos, Las Palmas, El Museo Canario (Separata), 1960.

### Poesía, teatro, narrativa, ensayo
Obras completas, 4 vols., Las Palmas, Dirección General del Libro y Cabildo Insular, 2007. Edición e introducción de la obra literaria por Selena Millares. Estudio de la obra gráfica por Franck González.